# Opòssum rata de l'illa Chiloé
L'opòssum rata de l'illa Chiloé (Rhyncholestes raphanurus) és una de les sis espècies supervivents d'opòssum rata. És un marsupial petit que viu en boscos temperats perennes de creixement lent a Xile i l'Argentina. Com que presenta certes particularitats dins del grup d'opòssums rata, és l'única espècie del seu gènere Rhyncholestes. És una espècie vulnerable, inclosa a la Llista Vermella de la UICN d'espècies amenaçades.

## Renferències
1. 1 2  Entrada «Rhyncholestes raphanurus» de la Paleobiology Database (en anglès). [Consulta: 20 desembre 2022].